# VDM, la série
Pour les articles homonymes, voir VDM.
VDM, la série est une série télévisée française, diffusée à partir du 19 août 2013 sur la chaîne NT1.
D'un format court de 5 minutes, la première saison comporte 60 épisodes directement inspirés des anecdotes présentes sur le site internet viedemerde.fr.

## Synopsis
L'abréviation VDM signifie « vie de merde », inspirée du site web viedemerde.fr créé en 2008 par Maxime Valette et Guillaume Passaglia, où les internautes racontent à l'écrit leurs anecdotes de la vie. La série VDM raconte les VDM des internautes en vidéo.

## Production
- Créateur :
- Production : NT1 et JMD Production (Jean-Marc Dumontet)[2]
- Chaîne : NT1
- Durée : 5 minutes
- Genre : Comédie
- Nombre d'épisodes : 60
- Date de diffusion : 19 août 2013
- Périodicité : Tous les jours à 20 h 25

## Distribution
- Pascal Légitimus : Directeur
- Guillaume Carcaud : Guillaume, expert VDM
- Pascal Demolon : Maxime, chef de service
- Pierre Bénézit : Julien, expert VDM
- Lucile Marquis : Fanny, expert VDM
- Julie Boulanger : Fleur, hôtesse d'accueil
- Thomas Solivérès : Thomas, le stagiaire

## Audiences
Les deux premiers épisodes ont respectivement attiré 143 000 et 156 000 téléspectateurs, soit une moyenne de 0,7 % de part d'audience. En première semaine, la série affiche en moyenne 130 000 téléspectateurs avec toujours 0,7 % de part d'audience. En deuxième semaine, une baisse se fait sentir avec les deux premiers épisodes, qui réunissent 94 000 et 97 000 pour 0,4 % de PdA.